# Marcello Novaes
Marcello Tolentino Novaes (Río de Janeiro, 13 de agosto de 1962) es un actor brasileño. Su carrera comenzó a finales de la década de 1980 y, desde entonces, ha trabajado principalmente en telenovelas y series de la cadena TV Globo. Su primer papel protagónico fue en Cuatro por cuatro (1994-1995), después actuó en Uga-Uga (2000-2001) y a este trabajo le siguió El clon (2001-2002), considerada una de las mejores telenovelas brasileñas de la historia.
Acostumbrado a aceptar papeles de «buen tipo» (mocinho) o galán, interpretó por primera vez a un antagonista en Avenida Brasil (2012), un rotundo éxito comercial y crítico, y desde entonces se centró en ese tipo de personajes. Su debut cinematográfico se produjo en 2007 con Sambando nas brasas, morô? y, a partir de ello, actuó en otras tres películas.

## Biografía
Novaes nació el 13 de agosto de 1962 en Río de Janeiro, hijo de Marlene y Jorge. A temprana edad empezó a hacer imitaciones de famosos como Roberto Carlos para su familia, y su interés por la actuación lo llevó a asistir a un curso del teatro O Tablado. Es cinturón marrón en jūjutsu, arte marcial que practicó durante veinticuatro años. Desde 2003, es espiritista. Aficionado a la música, a inicios de la década de 2000 se unió a una banda llamada Los impossibles.
Su primera esposa es la empresaria Sheila Beta, con quien tiene un hijo, Diogo. En 1995, se casó con Letícia Spiller, a la que conoció durante la filmación de Cuatro por cuatro, y tienen un hijo llamado Pedro, nacido en 1996. Se separaron en 2000 y se divorciaron seis años después. Novaes mantiene una buena relación con Beta y Spiller.

## Carrera
Su debut se produjo en la telenovela de TV Globo Vale Tudo (1988), en la que interpreta a André, y un año más tarde fue Felipe, pareja de Duda (personaje de Malu Mader), en Top Model. En 1990, asumió el papel de Gera en La reina de la chatarra y dos años después interpretó a Olavo en la miniserie Anos Rebeldes. También en 1992, volvió a personificar a Gera en Deus nos Acuda, basada en algunos personajes de La reina de la chatarra. En 1994, fue el mecánico Raí en la telenovela Cuatro por cuatro, que le abrió las puertas para obtener papeles más importantes y darse a conocer, según dijo el actor. Además, él y Letícia Spiller ganaron un premio Contigo!, entregado por la revista homónima, en la categoría Mejor pareja. El 31 de marzo de 1996, se confirmó su participación en otra telenovela de Rede Globo, Vira Lata, en la que interpreta a Fidel, personaje acusado de intento de asesinato que, durante los primeros diecinueve episodios, está preso. Al año siguiente, fue el piloto de avión Hugo Guerreiro en Zazá y, en 1998, realizó actuaciones especiales en el programa humorístico Sai de Baixo y en la serie Malhação. Su siguiente trabajo fue la miniserie Chiquinha Gonzaga, estrenada el 12 de enero de 1999 y basada en la vida de la compositora del mismo nombre, en el papel de Jacinto Ribeiro do Amaral, el autoritario esposo de la protagonista, personaje de Regina Duarte. La producción tuvo 38 episodios y obtuvo mucho éxito.
También en 1999, interpretó al fotógrafo Raul Pedreira en Andando nas Nuvens, telenovela que, para Telmo Martino de Folha de S. Paulo, desaprovechó a muchos de sus personajes, entre ellos, al de Novaes. Entre 2000 y 2001, fue Beterraba en Uga-Uga, la cual alcanzó altos índices de audiencia. Su papel había sido escrito específicamente para Murilo Benício y, después, reescrito pensando en dárselo a Marcos Palmeira, pero se eligió a Novaes ya que ambos actores no estaban disponibles. Por la trama, tanto él como varios de sus compañeros debieron actuar con el torso descubierto, algo que causó furor en el público femenino pero que hizo que Novaes debiese soportar el asedio de algunos fanáticos. En 2001 se unió al elenco de El clon, donde interpreta a Xande, personaje introducido en la segunda fase de la telenovela, guardaespaldas y posterior pareja de Mel (Débora Falabella). El actor dijo que este papel le permitió «plantear causas sociales importantes», ya que debe lidiar con la drogadicción de Mel. Ese año, participó en el video musical de la canción «Baba Baby», de Kelly Key, como un profesor interesado sentimentalmente en una alumna.

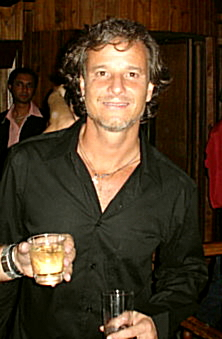
Novaes en una fiesta por el estreno de la telenovela América, en enero de 2005

Participó, a finales de 2002, en la filmación de la miniserie histórica La casa de las siete mujeres, que se basa en la novela del mismo nombre de Letícia Wierzchowski y se estrenó en enero del siguiente año, y en la que Novaes interpreta a Inácio. Del mismo modo, actuó en la telenovela Chocolate con pimienta, inspirada en La viuda alegre, de 
Franz Lehár, y en 2005 interpretó a Geninho en América. En enero del siguiente año se confirmó que, por segunda ocasión, participaría en la serie Malhação, esta vez en el papel de un organizador de torneos de skate llamado Daniel. En 2007, realizó su debut cinematográfico al interpretar al músico Pedro en Sambando nas brasas, morô?, filmada en 2002, de bajo presupuesto y dirigida por Elizeu Ewald. Para preparar el papel, Novaes tomó lecciones de saxo con George Israel. También, ese año encarnó al profesor de educación física Vicente en Siete pecados y, en 2008, a Mauro en el primer episodio de la serie Dicas de um Sedutor.
El 17 de abril de 2008 se emitió el cuarto episodio de la serie Casos e Acasos, en el que tuvo una participación como el agente inmobiliario Paulo. Asimismo, fue parte del reparto de la película O Guerreiro Didi e a Ninja Lili, en la cual encarna al doctor Marcos, y de la serie Guerra e Paz, en el papel de Rolandão. Al mismo tiempo, fue Sandro en Três Irmãs y, en noviembre, tiempo en el que la telenovela se rodaba, fue agredido por tres hombres en Gávea (Río de Janeiro). El actor debió someterse a una cirugía plástica y Antônio Calmon tuvo que reescribir algunos episodios hasta que Novaes recibiese el alta. Tras seis meses de descanso, volvió a actuar, en Cuna de gato como Bené, personaje cómico que Ricardo Waddington creó pensando en él. Novaes dijo que para este papel puso algo de cada uno de sus trabajos anteriores en comedia, por lo que Bené es «una gran ensalada». En 2011, él y Letícia Spiller, su exesposa, interpretaron a los padres de una adolescente en crisis (Olívia Torres) en la película Desenrola.
En 2011, interpretó al tartamudo Quiquiqui en Cuento encantado, por lo que asistió a tratamiento fonoaudiológico durante dos meses y encontró inspiración en el concursante de Big Brother Brasil Diogo. Fue candidato al premio Melhores do Ano a Mejor actor de reparto, pero Marcelo Serrado lo ganó. En 2012 fue Max, su primer antagonista, en Avenida Brasil, la cual se convirtió en la telenovela brasileña con mayor éxito comercial de la historia. Novaes recibió nominaciones a los premios a Mejor actor en los Melhores do Ano y los Extra de Televisão y, además, a Mejor actor de reparto en los premios Quem. A partir de Avenida Brasil, decidió aceptar papeles de villano con más frecuencia, ya que le resultaba más interesante y le presentaba un desafío mayor. Al año siguiente, asumió el papel antagónico en Além do Horizonte, donde fue el comerciante Kleber. En 2014, actuó en la película Casa Grande, en el papel de Hugo Cavalcanti.
Novaes tuvo la oportunidad de volver a colaborar con Glória Pérez, creadora de El clon y América, en la serie Ojos sin culpa (2014), donde interpreta al delegado Dias, personaje ejemplar, aspirante a Secretario de Seguridad y para el que se preparó observando el trabajo de investigación de policías de São Paulo. Estuvo entre los candidatos al premio F5 a Mejor actor de reparto en serie o miniserie. En julio de 2015, comenzó el rodaje de A Regra do Jogo, en la que encarna a Waltércio (Vavá), y un año después actuó en Sol Nascente, en el papel del cocinero Vittorio. Posteriormente, participó en la serie TOC's de Dalila e interpretó al empresario Renan en El otro lado del paraíso. En 2018, fue el antagonista Sampaio en O Sétimo Guardião y, a mediados de 2020, se confirmó su participación en la segunda temporada de la serie Diário de Um Confinado, que trata sobre un hombre (Bruno Mazzeo) que queda atrapado en su departamento en medio de la pandemia de COVID-19. En 2022 tomó el papel de Eugênio, personaje machista y conservador, en la telenovela Além da Ilusão.

## Filmografía

### Televisión
| Año        | Título                       | Papel                               |
| ---------- | ---------------------------- | ----------------------------------- |
| 1988       | Vale Tudo                    | André                               |
| 1989       | Top Model                    | Felipe                              |
| 1990       | La reina de la chatarra      | Gera                                |
| 1992-1993  | Deus nos Acuda               | Gera                                |
| 1992       | Anos Rebeldes                | Olavo                               |
| 1994-1995  | Cuatro por cuatro            | Raí                                 |
| 1996       | Vira Lata                    | Fidel                               |
| 1997-1998  | Zazá                         | Hugo Guerreiro                      |
| 1998       | Sai de Baixo                 | Godzila                             |
| 1998; 2006 | Malhação                     | Daniel                              |
| 1999       | Chiquinha Gonzaga            | Jacinto Ribeiro do Amaral           |
| 1999       | Andando nas Nuvens           | Raul Pedreira                       |
| 2000-2001  | Uga-Uga                      | Beterraba                           |
| 2001-2002  | El clon                      | Alexandre "Xande" Cordeiro          |
| 2003       | La casa de las siete mujeres | Inácio                              |
| 2003-2004  | Chocolate con pimienta       | Timóteo Mariano da Silva e Silva    |
| 2005       | América                      | Genivaldo "Geninho" da Silva Higino |
| 2007-2008  | Siete pecados                | Vicente de Freitas                  |
| 2008       | Dicas de um Sedutor          | Mauro                               |
| 2008       | Casos e Acasos               | Paulo                               |
| 2008       | Guerra e Paz                 | Rolandão                            |
| 2008-2009  | Três Irmãs                   | Sandro                              |
| 2009       | Cuna de gato                 | Bené                                |
| 2011       | Cuento encantado             | Quiquiqui                           |
| 2012       | Avenida Brasil               | Maxwell "Max" Oliveira              |
| 2013       | Além do Horizonte            | Kléber                              |
| 2014       | Ojos sin culpa               | Delegado Dias                       |
| 2015-2016  | A Regra do Jogo              | Vavá                                |
| 2016-2017  | Sol Nascente                 | Vittorio                            |
| 2017       | TOC's de Dalila              |                                     |
| 2017       | El otro lado del paraíso     | Renan                               |
| 2018-2019  | O Sétimo Guardião            | Sampaio                             |
| 2020       | Diário de Um Confinado       |                                     |
| 2022       | Além da Ilusão               | Eugênio                             |

### Cine
| Año  | Título                          | Papel           |
| ---- | ------------------------------- | --------------- |
| 2007 | Sambando nas brasas, morô?      | Pedro           |
| 2008 | O Guerreiro Didi e a Ninja Lili | Dr. Marcos      |
| 2011 | Desenrola                       | Gabriel         |
| 2014 | Casa Grande                     | Hugo Cavalcanti |

### Videoclips
| Año  | Título      | Artista   |
| ---- | ----------- | --------- |
| 2001 | «Baba Baby» | Kelly Key |